# Погорецький Петро Іванович
Петро Іванович Погорецький (1734, за іншими даними — 1740, Чорногородка – †1780, Москва) — російський вчений українського походження, випускник Києво-Могилянської академії (1757), доктор медицини, один з найближчих соратників засновника вітчизняної епідеміології Данила Самойловича-Сущинського. Переклади Погорецького медичних книг та статей з французької "Енциклопедії" Д. Дідро сприяли створенню російської медичної термінології.

## Життєпис
Народився 1734 року в родині священика села Чорногородки (нині - Макарівський район Київської області) Івана Погорецького.
В 15-ти річному віці поступив до Києво-Могилянської Духовної Академії, а через 8 років поїхав до Петербурга і 30 вересня 1757 року влаштувався учнем у Санкт-Петербурзький Адміралтейський госпіталь, 22 травня 1758 року підвищений, за результатом іспиту, в підлікарі того ж госпіталю, а 30 червня 1760 року отримав звання лікаря і був переведений до Петербурзького Генерального Госпіталю.
Навесні наступного року Петро Іванович, в числі десяти найздібніших молодих лікарів, був посланий до Лейдену для наукового вдосконалення.
В Лейдені 1765 року Погорецький захистив і надрукував дисертацію «Про напівметал нікель». Захистивши цю дисертацію, він отримав ступінь доктора медицини і у вересні того ж 1765 року повернувся до Петербургу, де, після екзамену в Колегії, йому дозволили практикувати в Росії, як доктору медицини.
В жовтні 1765 року Петра Івановича призначили в Московський Генеральний Госпіталь для навчання фармакології і діагностиці підлікарів та учнів у Медико-хірургічному училищі, що розміщувалось при госпіталі.
Надрукував чотири власні книги, переклав і надрукував багато статей з «Великої Французької Енциклопедії» Д. Дідро, які сприяли створенню української і російської медичної термінології. Він першим серед медиків підняв питання про викладання медицини не латинською, а російською мовою. Також переклав з німецької на латинську і підготував до друку працю професора Лейденського університету Йогана Фридеріка Шрайбера (Schreiber, 1705–1760), яка довгий час вважалася одним з найкращих підручників з діагностики і терапії в Європі: “Manuductio ad cognoscendos et curandos morbos …”. Погорецький доповнив працю німецького вченого власним описом жіночих та дитячих хвороб.
Науковець просив дозволу Медичної Колегії надрукувати цей посібник, але дозволу не отримав. Тоді він без дозволу надрукував його, а в передмові сказав кілька не дуже ласкавих слів про вище госпітальне керівництво, не називаючи імен. Це остаточно розгнівило Колегію і вона видала розпорядження про те, щоб відібрати у автора всі екземпляри передмови і знищити їх. Але розпорядження надійшло з запізненням і вже не могло бути виконане.
Після цього випадку Медична Колегія вирішила показово покарати Погорецького і для цього зарахувала його в Сибірський корпус. Таким чином, Петро Іванович був остаточно позбавлений можливості займатися викладанням, до якого він готувався з такими великими зусиллями. Він відмовився їхати до Сибіру, пояснивши, що не для того він навчався і що він хоче залишитися вчителем у Госпітальній школі хоча б і без державного утримання.
Колегія викликала його до Петербургу для того, щоб арештувати і передати до суду. Тоді Погорецький уже був згоден їхати до Сибірського корпусу, але Колегія не прийняла його виправдань, і коли він подав у відставку, вона не випускала його зі своїх рук. Тільки втручання імператриці Катерини ІІ дозволило П. Погорецькому уникнути ув'язнення. Вона підписала іменний указ про його звільнення від служби 4 червня 1769 року. Після цього П.І. Погорецький займався приватною лікарською справою.
У 1771 р. П.І. Погорецький добровільно взяв участь у ліквідації епідемії чуми в Москві, сам захворів на легку форму цієї хвороби, спостерігаючи за перебігом якої, Д. Самойлович дійшов висновку про можливість щеплень проти чуми.
Помер близько 1780 року.